# Oxid telluričitý
Oxid telluričitý je jedním z oxidů telluru, který v něm má oxidační číslo IV. Je to anhydrid kyseliny telluričité. V přírodě se vyskytuje jako minerál paratellurit, který krystaluje v čtvercové modifikaci, a minerál tellurit, který krystaluje v kosočtverečné modifikaci.